# Heliconius subcydnides
Heliconius subcydnides är en fjärilsart som beskrevs av Otto Staudinger 1896. Heliconius subcydnides ingår i släktet Heliconius och familjen praktfjärilar. Inga underarter finns listade i Catalogue of Life.